# Jamaikanachtschwalbe
Die Jamaikanachtschwalbe (Siphonorhis americana), auch als Kleine Jamaikanachtschwalbe oder Jamaika-Ziegenmelker bezeichnet, ist eine extrem seltene oder vermutlich ausgestorbene Vogelart aus der Familie der Nachtschwalben. Schon bevor das erste Exemplar in die Museen gelangte, wurde die Jamaikanachtschwalbe bereits in der Literatur erwähnt. Hans Sloane beschrieb und illustrierte 1707 in seinem Werk A voyage to the islands Madera, Barbadoes, Nieves, St Christophers, and Jamaica einen Vogel, den er Noctua minor ex pallido et fusco varia (Small Wood-Owl) nannte. John Ray bezeichnete den Vogel 1713 in seinem Buch Synopsis methodica avium als Caprimulgus seu Noctua sylvatica Jamaycensis minor. Patrick Browne beschrieb die Art 1756 in seinem Werk The civil and natural history of Jamaica. In three parts mit Hirundo 2. Major subfusca miscella, maculâ alba sphaerica in ultrâque alâ (Lesser Goat-sucker). Carl von Linné bezog sich 1758 in seiner Tiersystematik auf die oben genannten Autoren und beschrieb die Jamaikanachtschwalbe als Caprimulgus americanus. Philip Lutley Sclater transferierte die Art 1861 in die neue Gattung Siphonorhis.

## Beschreibung
Die Jamaikanachtschwalbe erreicht eine Länge von 23 bis 25 Zentimetern. Beim Männchen ist die Oberseite rötlichbraun mit schwarzbraunen Schaftstreifen. Auf dem Oberkopf sind breite schwarze Schaftstreifen zu erkennen. Charakteristisch ist das weiße Kehlband. Die Flügeldecken sind rötlichbraun mit bräunlichgelben Flecken an den Spitzen. Rücken und Bürzel sind durch schwarze Schaftstreifen gekennzeichnet. Die Schulterfittiche weisen große schwarze Flecken und schmale weißliche Steifen auf. Die Handschwingen sind schwarzbraun und unregelmäßig rotbraun gebändert. Die Außenfahnen sind heller. Die Steuerfedern sind schmutzig rotbraun gebändert und unregelmäßig dunkelbraun gefleckt und gebändert. Jede Steuerfeder ist durch eine schwarzbraune subterminale und eine weiße terminale Binde gekennzeichnet. Kehle und Vorderbrust sind dunkelrotbraun. Die Brust ist dunkelbraun mit schmutzigweißen Querflecken und Federspitzen. Die Unterseite ist hell rehbraun mit einer dunkelbraunen Bänderung. Das Weibchen ist etwas blasser und verwaschener. Die Steuerfedern haben bräunlichgelbe Spitzen.

## Lebensraum und Lebensweise
Die Jamaikanachtschwalbe ist streng nachtaktiv und deshalb leicht zu übersehen. Sie brütet vermutlich auf dem Boden. Über ihren Lebensraum ist kaum etwas bekannt. Sie kommt vermutlich im Kalksteinwald oder im offenen halbtrockenen Waldland auf der Südseite Jamaikas vor. Ihre Nahrung besteht aus Insekten.

## Status
Heute sind vier Museumsexemplare der Jamaikanachtschwalbe bekannt, die in den Jahren 1844, 1858, 1859 und 1860 gefunden wurden. Das erste Männchen wurde 1844 gesammelt, ein weiteres Männchen bei Savana-la-Mar im Westmoreland Parish im August 1858 und ein Weibchen bei Freeman’s Hall nahe Albert Town im September 1859. Ein letztes Männchen wurde im November 1860 nahe Linstead in der Region von Spanish Town erlegt.
Als mögliche Ursachen für ihr Verschwinden werden Entwaldung sowie invasive Fressfeinde wie Mungos (1872 eingeführt), Ratten, Hunde, Katzen und Schweine vermutet.
1980 wurde von Sichtungen unidentifizierter Nachtschwalben am Milk River und in den Hellshire Hills berichtet. Aus diesem Grund wird die Jamaikanachtschwalbe von der IUCN in der Kategorie „vom Aussterben bedroht (vermutlich ausgestorben)“ (critically endangered, possibly extinct) gelistet.